# Франсес Фишер
Франсес Фишер (енгл. Frances Fisher) је енглеско-америчка глумица, рођена 11. маја 1952. године у Милфорду на Мору, у Енглеској.